# 津野親忠
津野 親忠（つの ちかただ）は、安土桃山時代の武将。長宗我部氏の家臣。長宗我部元親の三男。

## 生涯
元亀3年（1572年）、土佐国の戦国大名・長宗我部元親の三男として誕生。
父・元親が土佐国の豪族・津野氏を降し、津野勝興の養子として親忠を送り込んだことにより津野氏の当主となった。ところが、天正13年（1585年）の四国の役で父が豊臣秀吉に敗れると、秀吉のもとへ人質として送られる。
だが天正14年（1586年）、長兄の長宗我部信親が戸次川の戦いで戦死すると、親忠も長宗我部氏の家督相続争いに巻き込まれる。家臣の久武親直の讒言に加え、人質時代に藤堂高虎と親しかったこともあって父・元親からは嫌われ、家督は弟の長宗我部盛親が継ぐこととなった。慶長4年（1599年）3月には元親によって幽閉される。

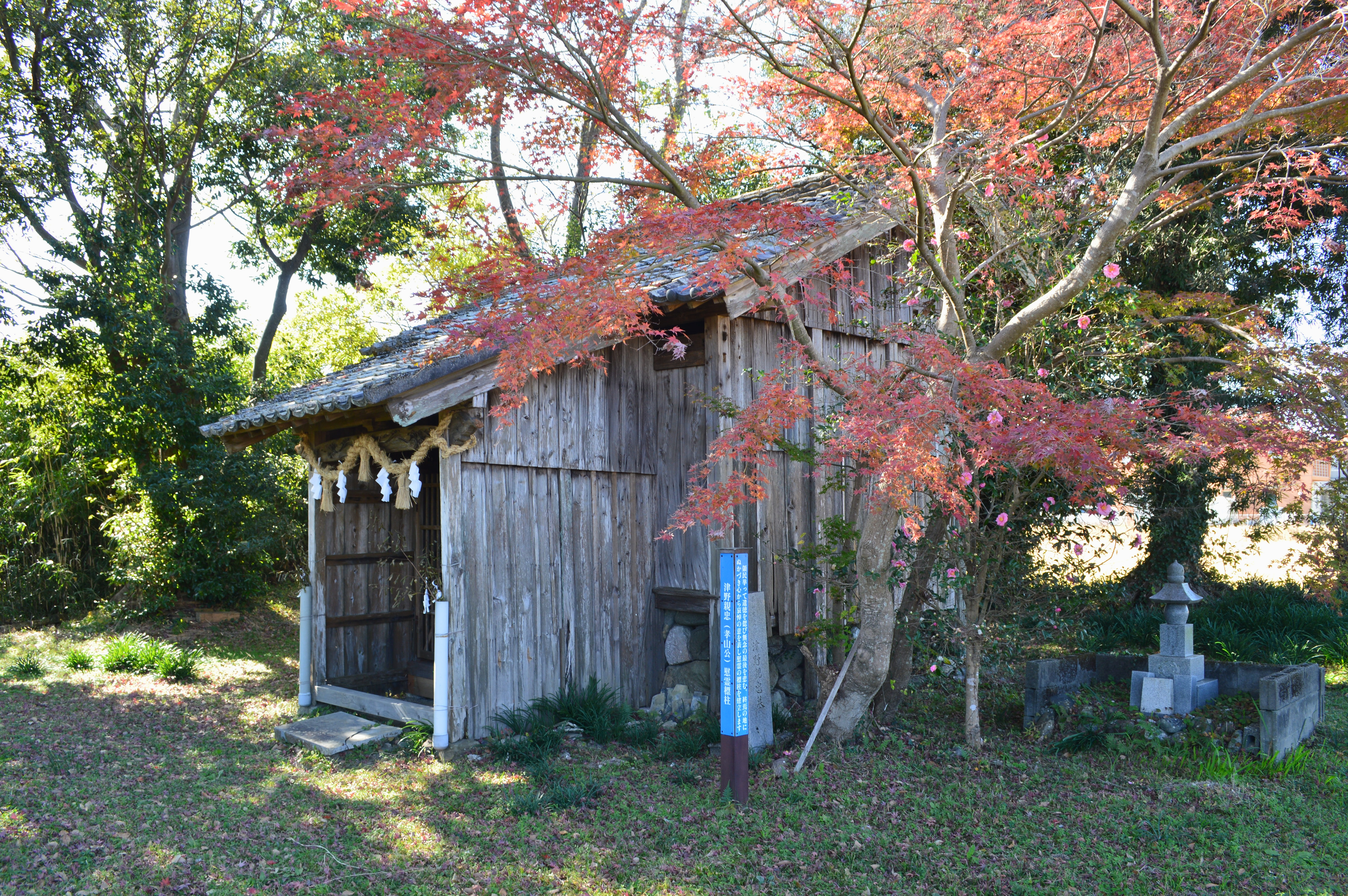
墓所の津野神社
（高知県香南市）

慶長5年（1600年）の関ヶ原の戦いで当主・盛親が西軍に与して敗れた後、親忠も井伊直政を通じて徳川家康に謝罪し本領安堵をしてもらうように取り付けようとしたが、久武親直が「親忠が藤堂高虎と謀って土佐の半国を支配しようとしている」と讒言したため、親忠は盛親によって9月29日に香美郡岩村・霊厳寺にて殺害された。享年29。親忠を殺したことにより、盛親は「兄殺し」として家康に咎められたことが長宗我部氏の改易の一因となった。
この盛親が、親直の讒訴によって「兄殺し」をした話は『土佐国編年紀事略』に記述されている。一方で『土佐物語』では親直の讒訴を盛親は聞き入れなかったが、親忠の抹殺を願う親直は「盛親の命令があった」と、大義名分を捏造して親忠を殺害したと伝える。なお、長宗我部氏に代わって土佐国の大名となった山内一豊は、土佐入国後の領内の巡視を行った際に、「津野親忠自殺の始末を知る者はないか」と問うたため、須崎代官を勤めていた柏原新之丞が「中平清兵衛が津野氏一族なのでこの者を召されれば事実が明らかになるでしょう」と答えた。そこで、清兵衛が召しだされて津野氏断絶の一部始終が一豊に伝えられた。